# Модель GROW
Модель «GROW» — методика достижения целей. Впервые появилась в Великобритании в 1980 году. С тех пор активно развивается и используется в коучинге.
Развивали и улучшали модель такие коучи, как Грехам Александр, Алан Файн, Макс Ландсберг, сэр Джон Уитмор, Майлз Дауни.

## Этапы
Модель получила название от английского слова GROW ( англ. расти) существует множество вариантов расшифровки аббревиатуры, ниже приведена одна из них.
| G | Цель ( англ. Goal)                                       | Цель — то, к чему стремится клиент. Самое важное тут, определить условие выполнения цели и момент, когда цель будет достигнута. |
| R | Реальность( англ. Reality)                               | Те условия, в которых находится клиент сейчас и как далеко он от цели. |
| O | Препятствия ( англ. Obstacles) Варианты ( англ. Options) | Определение препятствий, которые мешают достижению цели. После определения препятствий, клиенту необходимо определиться с тем, как с ними бороться, то есть определить варианты борьбы с ними, которые позволят приблизиться к цели. |
| W | План действий ( англ. Way Forward)                       | После определения вариантов борьбы с препятствиями, клиенту предлагают составить план действий, который приведет к достижению цели.                                                                                                  |

В современной литературе по коучингу добавляют еще один этап - этап определения темы беседы .

##### Пример
Пример разговора коуча и клиента из Книги Майлза Дауни "Эффективный коучинг: уроки коуча коучей".
Первое, что необходимо сделать это определиться с темой. На этом этапе
КОУЧ пытается понять, о чем именно хочет поговорить игрок 
КОУЧ О чем бы вы хотели поговорить? 
ИГРОК Как вам известно, на следующей неделе мне необходимо подготовить совету директоров презентацию, и я немного нервничаю. Хотелось бы сделать это хорошо. 
КОУЧ Расскажите, пожалуйста, подробнее. 
ИГРОК Команда попросила меня сделать презентацию «Project Blue», а я совсем не уверен, как правильно к этому подойти. 
КОУЧ Понятно. 
ИГРОК Честно говоря, я немного нервничаю из-за того, что мне придется выступать перед советом. Говорят, они круто обходятся с теми, кто не очень прилично проводит презентацию. 
КОУЧ Да, я знаю. Что-нибудь еще? 
ИГРОК Да, в общем-то, нет. Хотя… В последний раз, когда я представлял свой проект топ-менеджерам, все прошло не очень гладко. 
КОУЧ Давайте поставим вопрос шире: мы говорим о вашем умении проводить презентации? 
ИГРОК Пожалуй, да. 
КОУЧ Хорошо, тогда давайте уточним: какова тема нашей сессии? 
ИГРОК Как успешно провести презентацию на совете и улучшить мои навыки презентации в целом. 
КОУЧ Если вы хотите развить свои навыки, какими вам хотелось бы их сделать? 
Следующим этапом будет установление цели, к которой стремится клиент.
КОУЧ Хорошо, теперь я понимаю, о чем идет речь. Расскажите мне, что вы хотели бы вынести из нашей встречи. 
ИГРОК Меня, конечно, больше заботит текущая проблема — презентация на совете, чем долгосрочная перспектива научиться уверенно выступать перед аудиторией более пятидесяти человек. Поэтому я хотел бы пока сосредоточить внимание на этом вопросе.
КОУЧ Отлично. Теперь скажите, что вы хотите получить в результате нашей беседы.
ИГРОК Я хочу понять, что было сделано неправильно на прошлой презентации, о которой я уже говорил, чтобы знать, что следует сделать иначе на следующей неделе.
КОУЧ Здесь два вопроса. Понять, что было не так, и составить представление о том, что надо сделать иначе. Возьмем первый вопрос. Какого результата вы ждете от понимания допущенных вами ошибок?
ИГРОК Я хочу извлечь ключевые уроки.
КОУЧ Что значит «ключевые»?
ИГРОК Самые важные. Две-три установки, которые могут либо спасти презентацию, либо провалить ее.
КОУЧ А по второму вопросу? Ключевые моменты, чтобы уяснить, как действовать правильно. Какой результат вы хотите получить?
ИГРОК Судя по всему, обсуждение того, что было неудачно, наведет меня на мысль, как надо действовать, чтобы все было нормально. Однако подозреваю, что мне надо знать кое-что еще.
КОУЧ И результат?
ИГРОК Если наша беседа даст мне пять-шесть ключевых моментов, например, что мне надо делать или о чем помнить, это будет просто прекрасно.
КОУЧ Итак, подведем итог и посмотрим, что мы имеем…
Дальше наступает этап определения реального состояния вещей.
КОУЧ Вы упомянули презентацию, которая не получилась. Кроме того, более общий момент — «другие вещи, которые вы могли бы сделать». Есть ли еще что-нибудь, с этим связанное?
ИГРОК Больше мне ничего в голову не приходит.
КОУЧ Какой из этих двух моментов вы хотели бы обговорить сначала?
ИГРОК Наверно, лучше начать с презентации, которую я провалил.
КОУЧ Хорошо, расскажите о ней.
ИГРОК Это была начальная стадия проекта, подошла моя очередь выступать — мы все делали это по очереди. Я думал, что все пройдет более или менее нормально, но на деле оказалось совсем не так.
КОУЧ И насколько неудачно?
ИГРОК Ну, не смертельно, конечно, и общую идею все уловили. Просто я не сумел отдать должное проделанной нами — и мной в частности — работе.
КОУЧ Так что же все-таки произошло?
ИГРОК Я несколько растерялся, когда вошел. Мы долго сидели за работой накануне, и тогда мне казалось, что я уверен в себе. Однако утром я почувствовал, что не готов к выступлению. За несколько минут до начала я все еще переставлял слайды, чтобы представить их в нужном порядке.
КОУЧ Что еще случилось?
ИГРОК Помимо того, что я не чувствовал себя готовым к презентации, я еще и нервничал, и мои слова звучали невнятно. В какой-то момент меня даже попросили повторить, что я сказал, потому что никто ничего не понял.
КОУЧ Было ли что-то еще, что не получилось у вас на том совещании?
ИГРОК Да, меня смутил ряд вопросов, которые мне задавали. Не думаю, что они хотели нарочно меня сбить, просто мне было трудно подыскивать ответы.
КОУЧ Итак, в нашей беседе вы упомянули вашу подготовку, то, что вы нервничали, и трудности, которые испытывали при ответе на вопросы. Что-нибудь еще можете вспомнить?
ИГРОК Нет. Этого уже достаточно для работы.
КОУЧ На каком из этих трех моментов вы хотели бы сосредоточиться в первую очередь?
ИГРОК Пожалуй, на вопросах. Это было тяжелее всего.
Как только коуч и игрок прояснили ситуацию, наступает этап определения всех возможных вариантов исхода событий.
КОУЧ Мы довольно подробно поговорили о подготовке, нервах и проблемах с ответами на вопросы. Будем двигаться вперед. Что обсудим сначала?
ИГРОК Я все-таки считаю, что ответы на вопросы — самое главное. Если я разберусь с ними, это поможет мне разобраться с нервами, а уж с подготовкой — тем более.
КОУЧ Если я правильно вас понял, самая большая проблема заключалась в том, что вы не всегда до конца понимали, о чем вас спрашивают?
ИГРОК Да, причем в основном из-за того, что думал о следующем слайде.
КОУЧ И что вы могли бы сделать по-другому?
ИГРОК Добиться того, чтобы мне не задавали вопросов до конца совещания.
КОУЧ Еще что?
ИГРОК Я мог бы остановиться перед следующим слайдом, может, даже посмотреть в глаза аудитории. Так, наверно, было бы лучше.
КОУЧ Что еще?
ИГРОК Ну, скажем, если я не расслышал, то мог бы попросить повторить вопрос. Или когда я слышал, но не был уверен, что расслышал правильно, то мог бы проверить себя, повторив вопрос.
КОУЧ Что вы можете придумать еще?
На последнем этапе коуч и клиент определяются с единой линией поведения.
КОУЧ Мы наметили несколько вариантов, какие из них вы готовы воплотить в действие?
ИГРОК Я все и не припомню.
КОУЧ По-моему, большую часть я записал. Это варианты, которые вытекают из обсуждения презентации и касаются подготовки, беспокойства и вопросов. Далее идут варианты, которые вытекают из второй части обсуждения. С чего начнем?
ИГРОК С вопросов.
КОУЧ Здесь возможны четыре варианта: отложить вопросы до конца совещания, остановиться и посмотреть на присутствующих, попросить повторить вопрос и проверить, правильно ли вы поняли, самостоятельно повторив вопрос.
ИГРОК Да. Единственное, в чем я сомневаюсь, — это в первом: отложить вопросы на конец совещания.
КОУЧ Почему?
ИГРОК Несмотря на то что у меня это не очень хорошо получается — пока во всяком случае, — я хотел бы, чтобы на совещаниях было как можно больше общения. Поэтому этот момент я бы опустил. С остальным я справлюсь.
КОУЧ Теперь, когда мы оба уверены, скажите конкретно, что вы собираетесь делать?
ИГРОК На презентации, услышав вопрос, я не буду думать о том, что мне делать дальше, а посмотрю в глаза спрашивающему. Не расслышав вопрос, я либо попрошу человека повторить его, либо, если я уловил основную мысль, проверю себя, переспросив.

## Модели GROW и Внутренняя Игра
Модель "Внутренняя Игра", предложенная Тимоти Голви оказала большое влияние на модель GROW. Голви, будучи тренером по теннису, мог заметить, что игрок делает неправильно, и просто сказав об этом игроку, не мог это изменить.
Сходство моделей Голви и GROW легко показать на примере проблемы игроков, которые не удерживают мяч в поле зрения. По умолчанию инструктор говорит игроку: «держи мяч в поле зрения». Эта инструкция эффективна, пока игрок на ней сосредоточен. Стоит игроку отвлечься, как он забывает о задачах следить за мячом. Так Ґолви однажды предложил игроку выкрикивать «пробел» когда тот пропускал мяч, и «отбил» когда отражал.
В результате игроки начали показывать лучшие результаты, и внимательно следить за мячом. На результат в значительной степени повлиял способ подачи инструкции. Игрокам не приходилось держать в голове новую задачу «следи за мячом». Вместо этого они играли в простую игру, одновременно играя в теннис. Когда Голви увидел как эта методика улучшает игру, он перестал отдавать инструкции и стал задавать вопросы, помогать игроку увидеть, что он должен изменить. Это считается началом методики Внутренней Игры.
Модель GROW очень похожа. Первым шагом, например, будет определение цели игрока. Если игрок хочет улучшить первую подачу, Голви спросил бы, сколько подач из десяти он хочет сделать удачно. Это и будет «цель». Реальностью будет проверка сколько сейчас подач удается.
Следующим, Голви спросил бы, что меняется когда игрок делает удачную и неудачную подачу. Это заставляет игрока почувствовать разницу в мыслях и движениях, при которых подача удается или не удается. Так определяются «препятствия» и «варианты». Это приближает игрока к пониманию что он делает не так, и что надо улучшить, для достижения цели, - это и есть План действий.
Сторонники обеих методик, Внутренней игры и GROW утверждают, что клиенты не могут достичь цели из-за неумения изучать проблему, изучать обстоятельства которые помогают или препятствуют достижению цели и без этого не умеют составлять план действий.